# Guldkornlöpare
Guldkornlöpare (Amara aenea) är en skalbagge i familjen jordlöpare. 
Guldkornlöparen är en mellanstor art (6,2-8,8 millimeter), väldigt varierande i storlek och färgskimmer, men normalt med kraftigt mässingsskimmer. Arten finns i Sverige i södra halvan av landet och är vanligast vid kusten. 
Den är en karaktärsart för torra solbelysta marker som dock ej ska vara helt utan växtlighet. Man ser dem ofta springa omkring över sanden under soliga dagar.